# Super Duper Love
Super Duper Love (Are You Diggin' on Me) Pt. 1 è una canzone scritta dal cantante Willie Garner nel 1974, che raggiunse la posizione numero sette nella classifica "Top Black Singles" nel 1975. Nel 2003, la cantante soul inglese Joss Stone ne fece una cover per il suo album di debutto "The Soul Sessions" nel 2003. Pubblicata nel 2004 come secondo singolo estratto, il cd comprende anche una versione della Stone di "It's a Man's Man's Man's World", di James Brown.
La canzone è entrata a far parte dei film Un principe tutto mio del 2004, Che pasticcio, Bridget Jones! del 2004, e Quel mostro di suocera del 2005.

## Tracce
British and European CD single
1. "Super Duper Love (Are You Diggin' on Me?) Pt. 1" (Single Mix) – 3:47
2. "It's a Man's Man's World" (Live at Kennedy Center, Washington, D.C., 7 dicembre 2003) – 3:35

British 7" single
Side A:
1. "Super Duper Love (Are You Diggin' on Me?) Pt. 1" (Single Mix) – 3:47

Side B:
1. "It's a Man's Man's World" (Live at Kennedy Center, Washington, D.C., 7 dicembre, 2003) – 3:35

British promo CD single
1. "Super Duper Love" (Radio Version) – 3:47

Japanese promo CD single
1. "Super Duper Love" – 4:20
2. "Victim of a Foolish Heart" (Live at Ronnie Scott's, Londra, 25 novembre, 2003) – 6:25
3. "Fell in Love with a Boy" (Acoustic Version) – 3:30

## Classifiche
| Classifica (2004) | Posizione più alta |
| ----------------- | ------------------ |
| Brasile           | 18                 |
| Croazia           | 4                  |
| Germania          | 78                 |
| Regno Unito       | 18                 |